# Cylindropsis parvifolia
Cylindropsis es un género monotípico de plantas con flores con una única especie: Cylindropsis parvifolia Pierre (1898). perteneciente a la familia Apocynaceae. Es originaria de África, desde el sur de Nigeria hasta la República Centroafricana, Gabón y Zaire.

## Descripción
Es una planta trepadora con las jóvenes ramas de color marrón oscuro con lenticelas blancuscas. Las hojas elípticas a elípticas oblongas, abruptamente acuminadas y redondeada la base. Las flores sésiles en pequeñas inflorescencias axilares y terminales.

## Taxonomía
El género  fue descrito por Jean Baptiste Louis Pierre y publicado en Bulletin Mensuel de la Société Linnéenne de Paris n. ser.: 38. 1898.
Sinónimos
- Clitandra parvifolia (Pierre) Stapf in D.Oliver & auct. suc. (eds.) (1902).
- Clitandra talbotii Wernham in A.B.Rendle & al.[1][4]